# 進藤勇也
進藤 勇也（しんとう ゆうや、2002年3月10日 - ）は、福岡県福岡市西区出身のプロ野球選手（捕手）。右投右打。北海道日本ハムファイターズ所属。

## 経歴

### プロ入り前
福岡市立福重小学校3年生のときから福重バスターズでソフトボールを始め、当時から捕手としてプレー。
福岡市立内浜中学校進学後は少年硬式野球チームの糸島ボーイズでプレーし、全国大会出場も経験するが、控え捕手だった。
筑陽学園高等学校では1年秋から正捕手を務める。同学年の西舘昂汰とバッテリーを組み、3年春の第91回選抜高等学校野球大会、夏の第101回全国高等学校野球選手権大会に出場した。
高校卒業後は上武大学へ進学し、硬式野球部では1年秋からベンチ入りし、2年春には正捕手を務めた。リーダーシップを評価され、3年時からキャプテンを務め、準優勝となった大学選手権では敢闘賞を獲得した。また、同年開催されたハーレムベースボールウィークの日本代表に選出された。同年秋のリーグ戦では打率.364、4本塁打、15打点を記録し、5連覇に貢献した。4年時の2023年7月に開催された日米大学野球選手権大会の日本代表に選出された。その後、同年10月26日に開催されたドラフト会議にて、北海道日本ハムファイターズから2位指名を受けた。11月21日、群馬県高崎市内のホテルで球団と入団交渉を行い、契約金8000万円、年俸1100万円で仮契約を結んだ。背番号は33。

### 日本ハム時代
2024年6月18日の阪神タイガース戦（阪神甲子園球場）で「7番・捕手」でプロ初先発・出場を果たした。この試合では、進藤と同じく2023年度ドラフトで日本ハムから指名された細野晴希がプロ初登板・先発を果たしており、球団では2015年の有原航平と清水優心以来の新人同士のバッテリーとなった。また、1946年の一言多十と熊耳武彦以来、球団78年ぶりとなる投手・捕手ともにデビュー戦での先発出場・バッテリー結成となった。7月20日開催のフレッシュオールスターゲームに選出され、途中出場ながら本塁打を含む2打数2安打2打点の活躍で、優秀選手賞を受賞した。

## 詳細情報

### 年度別打撃成績
| 年 度     | 球 団     | 試 合 | 打 席 | 打 数 | 得 点 | 安 打 | 二 塁 打 | 三 塁 打 | 本 塁 打 | 塁 打 | 打 点 | 盗 塁 | 盗 塁 死 | 犠 打 | 犠 飛 | 四 球 | 敬 遠 | 死 球 | 三 振 | 併 殺 打 | 打 率 | 出 塁 率 | 長 打 率 | O P S |
| --------- | --------- | ----- | ----- | ----- | ----- | ----- | -------- | -------- | -------- | ----- | ----- | ----- | -------- | ----- | ----- | ----- | ----- | ----- | ----- | -------- | ----- | -------- | -------- | ----- |
| 2024      | 日本ハム  | 2     | 3     | 3     | 0     | 0     | 0        | 0        | 0        | 3     | 0     | 0     | 0        | 0     | 0     | 0     | 0     | 0     | 2     | 0        | .000  | .000     | .000     | .000  |
| 通算：1年 | 通算：1年 | 2     | 3     | 3     | 0     | 0     | 0        | 0        | 0        | 3     | 0     | 0     | 0        | 0     | 0     | 0     | 0     | 0     | 2     | 0        | .000  | .000     | .000     | .000  |

### 年度別守備成績
| 年 度 | 球 団    | 捕手  | 捕手  | 捕手  | 捕手  | 捕手  | 捕手     | 捕手  | 捕手     | 捕手     | 捕手     | 捕手     |
| 年 度 | 球 団    | 試 合 | 刺 殺 | 補 殺 | 失 策 | 併 殺 | 守 備 率 | 捕 逸 | 企 図 数 | 許 盗 塁 | 盗 塁 刺 | 阻 止 率 |
| ----- | -------- | ----- | ----- | ----- | ----- | ----- | -------- | ----- | -------- | -------- | -------- | -------- |
| 2024  | 日本ハム | 2     | 13    | 0     | 0     | 0     | 1.000    | 0     | 0        | 0        | 0        | ----     |
| 通算  | 通算     | 2     | 13    | 0     | 0     | 0     | 1.000    | 0     | 0        | 0        | 0        | ----     |

- 2024年度シーズン終了時[注 1]

### 記録

#### 初記録
- 初出場・初先発出場：2024年6月18日、対阪神タイガース3回戦（阪神甲子園球場）、「7番・捕手」で先発出場
- 初打席：同上、2回表に村上頌樹から遊ゴロ
- 初安打：2025年6月12日、対東京ヤクルトスワローズ3回戦（エスコンフィールドHOKKAIDO）、7回裏にペドロ・アビラから中前安打[16]

### 背番号
- 33（2024年[10] - ）

### 代表歴
- 2022年 ハーレムベースボールウィーク 日本代表
- 2023年 第44回日米大学野球選手権大会 日本代表